# Синиця каліфорнійська
Синиця каліфорнійська (Baeolophus inornatus) — вид горобцеподібних птахів родини синицевих (Paridae). Мешкає в США і Мексиці..

## Опис
Верхня частина тіла птаха оливково-коричнево-сіра, нижня частина тіла сіра або сірувато-біла. Виду не притаманний статевий диморфізм. 

## Підвиди
Виділяють чотири підвиди:
- B. i. inornatus (Gambel, 1845) — південно-західний Орегон, північна і центральна Каліфорнія;
- B. i. affabilis Grinnell & Swarth, 1926 — південно-західна Каліфорнія. північ Баха-Каліфорнії;
- B. i. mohavensis (Miller, AH, 1946) — гори Сан-Бернардіно[en];
- B. i. cineraceus (Ridgway, 1883) — Баха-Каліфорнія.

Ялівцева синиця раніше вважалася підвидом каліфорнійської синиці, однак була визнана окремим видом в 1996 році

## Поширення і екологія
Каліфорнійські синиці поширені на заході Північної Америки, від південного Орегону до Баха-Каліфорнії, на схід до Сьєрра-Невади. Долина Сан-Хоакін знаходяться в центрі ареалу поширення виду, однак там каліфорнійські синиці не мешкають. Вони віддають перевагу дубовим і сосновим рідколіссям, зустрічаються на висоті до 2500 м над землею. Є осілими.

## Поведінка
Каліфорнійські синиці живляться безхребетними, а також ягодами, горіхами і насінням. Під час сезону розмноження живуть парами, в негніздовий період утворюють зграйки, іноді приєднуються до змішаних зграй птахів. Гніздяться в природних дуплах або в покинутих дятлових дуплах. Сезон розмноження триває з березня по липень, з піком в квітні-травні. В кладці від 3 до 9 яєць, інкубаційний період триває 14-16 днів, пташенята покидають гніздо на 16-21 день. Батьки продовжують піклуватися про пташенят ще 3-4 тижні.